# Johann Kuchner
Johann Kuchner (* 15. Oktober 1881 in Waldegg; † 6. Oktober 1972 in Wien) war ein österreichischer Politiker (ÖVP) und Gastwirt. Kuchner war von 1945 bis 1954 Abgeordneter zum Landtag von Niederösterreich und von 1954 bis 1959 Mitglied des Bundesrates.
Kuchner besuchte nach der Volksschule die Bürgerschule und erlernte danach den Beruf des Fleischhauers. Er erwarb Praxis in England und Frankreich und leistete während des Ersten Weltkriegs seinen Militärdienst ab. Kuchner betrieb in Waldegg einen Hotelbetrieb und war von 1934 bis 1938 sowie nach dem Zweiten Weltkrieg 1945 Bürgermeister in Waldegg, wobei sein Hotelbetrieb durch die Einquartierung sowjetischer Soldaten stark behindert war. Kuchner richtete 1948 eine Hotelfachschule in seinem Betrieb ein und war 1950 Gemeinderat. 1952 übersiedelte Kuchner nach Gutenstein. Er war zwischen dem 12. Dezember 1945 und dem 10. November 1954 Abgeordneter zum Niederösterreichischen Landtag und danach vom 10. November 1954 bis zum 4. Juni 1959 Mitglied des Bundesrates. Zudem war er von 1950 bis 1951 sowie zwischen 1955 und 1965 Vizepräsident der Niederösterreichischen Handelskammer.